# Особый парень: Тупой супергерой
Особый парень: Тупой супергерой (англ. Special) — фильм 2006 года, сочетающий в себе элементы из нескольких жанров: комедийная драма, психологический триллер, сатира и научная фантастика. Фильм был снят и направлен Хэлом Хаберманом и Джереми Пассмором. Фильм был показан в кинотеатрах Великобритании 17 ноября 2006 и на DVD в Великобритании 5 марта 2007 г. В кинотеатрах США фильм был показан 21 ноября 2008 года.

## Сюжет
Поклонник комиксов Лес Франкен (Майкл Рапапорт) подписывается на экспериментальный антидепрессант. Доктор Добсон (Джек Келер) поручает ему принимать по одной таблетке в день. Лес ведёт дневник своих переживаний, но не чувствует никаких результатов. Его неуверенность не позволяет ему познакомиться с Мэгги (Александра Холден), тихой девушкой, которая работает в продуктовом магазине.
После нескольких дней приёма таблеток Лес испытывает сверхъестественные способности, начиная со способности плавать. Приходя к Добсону, он видит себя плывущим, но сам Добсон видит его лежащим на полу; У Леса вообще нет никаких сил. Он объясняет, что у Леса наблюдается неблагоприятная психотическая реакция на препарат, и приказывает ему прекратить его приём. Вместо этого Лес убеждает себя, что у него телепатия, и Добсон мысленно говорит ему продолжать принимать наркотик.
Обретя уверенность в себе, Лес бросает работу, чтобы стать борцом с преступностью. Он приобретает репутацию ловца людей после того, как остановил бандита от ограбления магазина Мэгги, полагая, что он улавливает телепатические намерения от потенциальных преступников. Он делится своими новыми подарками с лучшими друзьями Джоуи (Джош Пек) и Эвереттом (Роберт Бейкер). Их первоначальная реакция на его предполагаемую способность проходить сквозь стены удивительно неоднозначна. Зритель видит только то, что, по мнению Леса, он делает, а не то, что на самом деле видят двое его друзей. Лес предлагает свои услуги полиции, но вынужден бежать, когда его признают загадочным «борцом с преступностью».
После того, как Добсон узнаёт, что Лес всё ещё принимает наркотики и ему становится всё хуже и хуже, он обращается к двум представителям, Теду (Иэн Боэн) и Джонасу (Пол Блэкторн), чтобы они отговорили Леса от приёма наркотиков. Лес считает, что они здесь, чтобы забрать его силы (поскольку он сталкивается с альтернативной версией себя «из будущего, которое никогда не будет существовать»), поэтому его «я из будущего» наносит удар Джонасу в ухо, и Лес убегает с Тедом. в погоне пешком. Лес "телепортируется" позади Теда и нокаутирует его, а затем снова убегает. Зрителю остается только разобраться, как он на самом деле выполняет эту невероятную атаку из скрытности. Затем Лес присоединяется к Эверетту и Джоуи, которые считают, что «костюмы» - это такая же галлюцинация, как и все остальное.
По пути на встречу с Добсоном Лес удивляет двух своих друзей, останавливая похитителя кошельков. Добсон утверждает, что никогда раньше не встречал Леса, но даёт двум друзьям жидкость, чтобы вымыть лекарство из тела Леса. Лес оставляет всех троих и обнаруживает, что Джонас и Тед ворвались в его квартиру и читают его дневник, говоря о его похищении на несколько дней, чтобы наркотик вырвался из его организма.
Добсон признаётся, что реакция Леса может разрушить компанию, если об этом станет известно. В то время как Добсон объясняет, что сам только пытался сохранить свою карьеру и жизнь, Лес пользуется возможностью проглотить оставшиеся таблетки. После того, как Лес уходит и заставляет Теда и Джонаса «исчезнуть», теперь невидимая пара избивает Леса до полусмерти и при этом полностью унижают его. Невероятным усилием чистой воли Лес переворачивает столы и сбивает обоих мужчин без сознания. Понимая, что сходит с ума, он бежит к Мэгги за помощью. Она говорит, что он ей нравится, но не хочет с ним разговаривать из-за заикания. Лес признаётся, что она тоже ему нравится, и просит запереться в туалете, пока наркотик не выйдет из его организма.
На следующее утро Лес просыпается и обнаруживает, что не может плавать. Когда Лес идет домой, Джонас сбивает его на машине. Джонас собирается бросить Леса умирать, когда, что невероятно, Лес поднимается с асфальта и демонстративно стоит посреди улицы. Джонас сердито толкает машину в Леса и снова отправляет его лететь через крышу, предположительно добивая его. Это оказывается слишком для Теда, и он бежит с места происшествия пешком. Но Лес не останется. В ещё одном фантастическом подвиге силы воли Лес поднимается на ноги и сталкивается с машиной Джонаса. Джонас намеревается убить Леса раз и навсегда, но, столкнувшись с непоколебимым духом Леса, его ярость уходит. Лес поворачивается и хромает прочь, улыбка расплывается по его покрытому синяками лицу.

## В ролях
| Актёр              | Роль           |
| ------------------ | -------------- |
| Майкл Рапапорт     | Лес Франкен    |
| Пол Блэкторн       | Джонас Эксилер |
| Джош Пек           | Джоуи          |
| Мишель Вьет        | Мишель         |
| Франсиско Гатторно | Ричард         |
| Сезария Эвора      | Эндрес         |
| Роберт Бейкер      | Эверетт        |
| Джек Келер         | доктор Добсон  |
| Александра Холден  | Мэгги          |
| Мануэль Охеда      | Руди           |
| Иэн Боэн           | Тэд Эксилер    |
| Кристофер Дарга    | Стив           |
| Майкл Шамус Уайлс  | Полицейский №1 |

## Отзывы
На веб-сайте Rotten Tomatoes фильм имеет рейтинг одобрения 58%, основанный на 33 рецензиях; рейтинг в среднем составляет 5,59/10. Консенсус сайта гласит: «Низкий бюджет этой причудливой инди-комедии очевиден, но он повышается благодаря самоотверженному исполнению Майкла Рапапорта».